# 加斯波因特 (加利福尼亞州)
加斯波因特（英語：Gas Point）是位於美國加利福尼亞州沙斯塔縣的一個非建制地區。該地的面積和人口皆未知。

## 地理
加斯波因特的座標為40°24′56″N 122°32′04″W / 40.41556°N 122.53444°W，而該地的平均海拔高度為183米（即600英尺）。